# Ribče
Ribče – wieś w Słowenii, w gminie Litija. W 2018 roku liczyła 208 mieszkańców.